# Завидівська сільська рада (Мукачівський район)
| Завидівська сільська рада — колишній орган місцевого самоврядування у Мукачівському районі Закарпатської області з адміністративним центром у с. Завидово. Сільській раді були підпорядковані населені пункти: - с. Завидово |

## Склад ради
Рада складалася з 16 депутатів та голови.

## Керівний склад сільської ради
| ПІБ                    | Основні відомості                                                 | Дата обрання | Дата звільнення |
| ---------------------- | ----------------------------------------------------------------- | ------------ | --------------- |
| Феньов Дмитро Петрович | Сільський голова, 1957 року народження, освіта, безпартійний      | 26.03.2006   | 31.10.2010      |
| Феньов Дмитро Петрович | Сільський голова, 1957 року народження, освіта вища, безпартійний | 31.10.2010   |                 |

Примітка: таблиця складена за даними джерела